# Empirische Bildungsforschung
Die Empirische Bildungsforschung ist eine interdisziplinäre Forschungsrichtung, die sich vor allem mit der standardisierten Messung von Merkmalen der Bildungsqualität und von Ergebnissen institutionalisierter Bildung befasst. Zu ihr tragen neben der Erziehungswissenschaft die Soziologie, die Psychologie und auch die Bildungsökonomik bei.

## Geschichte
Empirische Bildungsforschung hat ihre Wurzeln in den 1960er Jahren und erfuhr einen deutlichen Aufschwung nach dem PISA-Schock im Jahr 2000. Wie bereits zuvor die TIMSS-Studie, zeigte die PISA-Untersuchung von 2000, dass das deutsche Schulwesen vor allem zwei Defizite im internationalen Vergleich aufwies: Die Kompetenzen der Schülerinnen und Schüler waren nur mittelmäßig, und der Zusammenhang zwischen Bildungserfolg und sozialer Herkunft war ungewöhnlich stark. In beiden Bereichen sind inzwischen deutliche Verbesserungen für Deutschland festzustellen. Allerdings ist das erreichte höhere Niveau offenbar schwer zu halten. Weitere große internationale und nationale Vergleichsstudien wie IGLU (PIRLS) oder die PIAAC-Studie sind als Meilensteine der Empirischen Bildungsforschung anzusehen, hinzu kommen viele kleinere Projekte, in denen die Wirksamkeit von Bildung untersucht wird. Auch Evaluationsstudien im Bildungsbereich werden oft von Empirischen Bildungsforschern durchgeführt. In den vergangenen 20 Jahren wurden zahlreiche neue Professuren mit dieser Denomination eingerichtet. Die Empirische Bildungsforschung hat sich etabliert. Obwohl die Ausrichtung überwiegend quantitativ ist, gibt es auch eine Vielzahl qualitativer Ansätze und zahlreiche Projekte, in denen beide Methodologien miteinander verknüpft werden. Die Empirische Bildungsforschung wird durch ein Rahmenprogramm des Bundes in Deutschland gezielt gefördert.

## Gegenstand der Empirischen Bildungsforschung
Gegenstand der Empirischen Bildungsforschung sind vor allem Merkmale der messbaren Qualität von Bildungsprozessen und Ergebnissen, insbesondere Kompetenzen wie der mathematischen, naturwissenschaftlichen und der Lesekompetenz. Aber auch soziale Fähigkeiten und Einstellungen sowie emotionales Erleben, Motivation oder Fähigkeiten zur Nutzung neuer Technologien werden gemessen und zu anderen Variablen in Beziehung gesetzt. Besondere Beachtung finden die internationalen Vergleichsstudien der OECD mit ihren Rankings. Die Empirische Bildungsforschung geht jedoch weit darüber hinaus. Sie versucht, Modelle der Bildungsqualität zu entwickeln und zu überprüfen, die eine gezielte Verbesserung von institutionalisierter Bildung ermöglichen. Damit leistet sie Beiträge zur Beratung von Politik, aber auch zur Unterstützung der pädagogischen Professionen. International betrachtet, findet das Konzept einer Evidence-based-education zunehmende Beachtung. Damit ist gemeint, dass Maßnahmen im Bildungsbereich auf einer soliden empirischen Grundlage ausgewählt und durchgeführt werden sollten. In jüngster Zeit werden verstärkt Studien zum Wissenstransfer von der Bildungsforschung zur Bildungspraxis in Angriff genommen.

## Methoden
Da zunächst vor allem Messungen von Kompetenzen im Mittelpunkt standen, wurden spezielle Testverfahren auf der Grundlage der Item-Response-Theorie oder probabilistischen Testtheorie, die sich für objektive internationale Vergleiche eignen, entwickelt. Weil es auch darum geht, die Stärke von Effekten exakt zu bestimmen, werden Datenanalysen mit Varianzanalysen und Regressionsanalysen durchgeführt und außer Signifikanzen auch stets Effektstärken mitgeteilt. Großprojekte (large scale assessments) werden meist als Zeitreihenstudien angelegt, so dass Veränderungen festgestellt werden können.

## Personen
Vorangetrieben wurde die Empirische Bildungsforschung in Deutschland unter anderen von Forscherinnen und Forschern wie Jürgen Baumert, Hartmut Ditton, Heinz Mandl, Eckhard Klieme, Wilfried Bos, Manfred Prenzel, Cornelia Gräsel Karin Zimmer, Olaf Köller, Horst Weishaupt, Birgit Spinath, Andreas Helmke. Aus den genannten großen Vergleichsstudien gehen Nachwuchswissenschaftler hervor, so dass Großprojekten wie PISA und IGLU auch eine Ausbildungsfunktion zukommt.

## Institutionen
- Institut zur Qualitätsentwicklung im Bildungswesen (IQB)
- Leibniz-Institut für die Pädagogik der Naturwissenschaften und Mathematik (IPN) in Kiel
- Leibniz-Institut für Bildungsforschung und Bildungsinformation in Frankfurt a. M. und Berlin
- Hector-Institut für Empirische Bildungsforschung (HIB) in Tübingen
- Dortmunder Institut für Schulentwicklungsforschung (IFS)
- Max-Planck-Institut für Bildungsforschung in Berlin (MPI)
- Organisation für wirtschaftliche Zusammenarbeit und Entwicklung OECD